# Auron
Auron är en vintersportort i Alpes-de-Haute-Provence i Provence-Alpes-Côte d'Azur i Frankrike. Juniorvärldsmästerskapen i alpin skidsport 1982 avgjordes här.

### Fotnoter
1. ↑  ”Results FIS Alpine Junior World Ski Championships” (på engelska). FIS. 4-7 mars 1982. http://data.fis-ski.com/alpine-skiing/results.html?place_search=&seasoncode_search=1982&sector_search=AL&date_search=&gender_search=&category_search=WJC&codex_search=&nation_search=&disciplinecode_search=&date_from=01&search=Search&limit=50. Läst 9 februari 2014.